# Domenico Dragonetti
Domenico Carlo Maria Dragonetti (7 de abril de 1763 – 16 de abril de 1846) foi um contrabaixista virtuose e compositor italiano que tocava contrabaixo de 3 cordas. Permaneceu por trinta anos em sua cidade natal, Veneza, Itália, onde trabalhou na Ópera Buffa, na Capela de São Marcos e na Grande Ópera de Vicenza. Nessa época, já tinha se tornado notável em toda a Europa e recusado várias oportunidades, incluindo ofertas do Czar da Rússia. Em 1794, finalmente mudou-se para Londres para tocar na orquestra do Teatro de Sua Majestade, onde se estabeleceu pelo resto de sua vida. Em cinquenta anos, tornou-se uma figura proeminente nos eventos musicais da capital inglesa, apresentando-se nos concertos da Sociedade Filarmônica de Londres, bem como em eventos mais privados, onde conheceu as pessoas mais influentes do país, como o Príncipe Consorte e o Duque de Leinster. Era conhecido dos compositores Joseph Haydn e Ludwig van Beethoven, a quem visitou em várias ocasiões em Viena, e a quem mostrou as possibilidades do contrabaixo como instrumento solo. Sua habilidade com o instrumento também demonstrou a relevância de escrever partituras para o contrabaixo na orquestra separadas das do violoncelo, que era a regra comum na época. Ele também é lembrado hoje pelo arco Dragonetti, que desenvolveu ao longo de sua vida.

## História

### Veneza 1763-1794

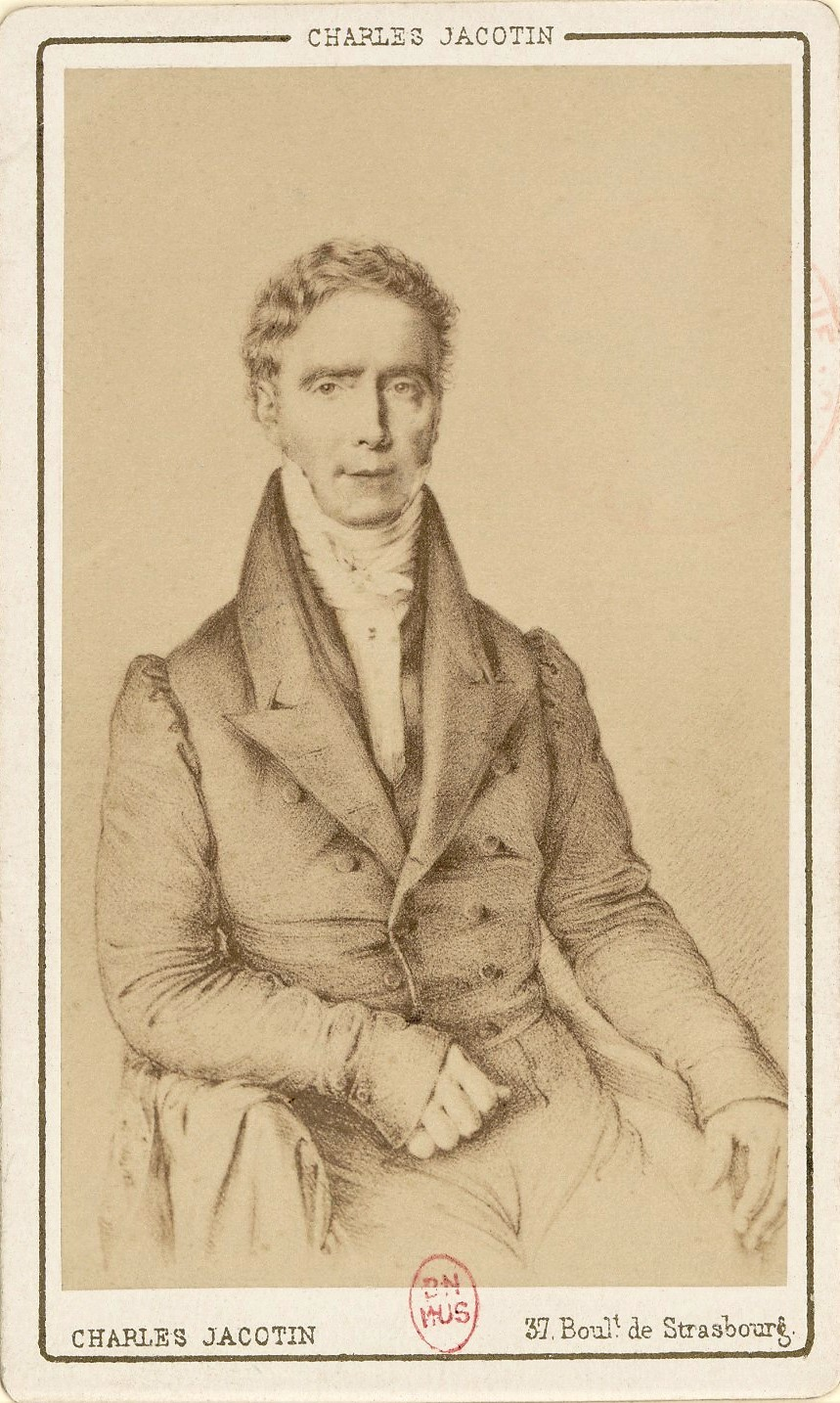
Domenico Dragonetti c. 1793.

Dragonetti nasceu em Veneza, Itália, filho de Pietro Dragonetti, um barbeiro e músico amador, e Caterina Calegari. Começou a tocar guitarra e contrabaixo sozinho, nos instrumentos de seu pai. Logo foi notado por Doretti, um violinista e compositor de música de baile, que o levou para apresentações públicas em Veneza. Aos doze anos, foi colocado sob a tutela de Berini, o melhor mestre de contrabaixo de Veneza, que decidiu após apenas onze lições que não poderia ensinar mais nada ao menino. Aos treze anos, foi nomeado músico principal na Ópera Buffa em Veneza. Aos quatorze anos, foi nomeado contrabaixista principal na Grande Ópera Seria no teatro San Benedetto.
Quando tinha aproximadamente dezoito anos, em Treviso, foi convidado a se juntar ao quarteto de Tommasini, e foi notado por Morosini, procurador de São Marcos, que lhe permitiu auditar para admissão na Capela de São Marcos. Ele fez uma primeira tentativa em 1784, que foi perdida para Antonio Spinelli. Finalmente, ingressou na instituição em 13 de setembro de 1787 como o último dos cinco contrabaixistas da capela, com uma renda anual de 25 ducados. Logo se tornou o contrabaixista principal. Mais tarde, recebeu uma oferta do Czar da Rússia, que foi recusada e lhe rendeu um aumento salarial na capela. Tornou-se muito famoso na época, começou a tocar peças solo, o que era excepcional na época para o contrabaixo, e chegou a ser eleito um dos diretores de um festival musical realizado para a vinda de quatorze príncipes soberanos à república de Veneza. Um de seus concertos foi particularmente notado pela rainha de Nápoles.
Quando estava em Vicenza para um compromisso na Grande Ópera local, adquiriu seu famoso contrabaixo Gasparo da Salò das Freiras Beneditinas do Convento de San Pietro (La Pieta) em Vicenza, que agora está abrigado no museu da Basílica de São Marcos. Foi-lhe oferecida outra posição pelo Czar da Rússia, que ele recusou depois que os procuradores de São Marcos aumentaram seu salário para um excepcional valor de 50 ducados. Eles até lhe concederam uma licença por um ano, com continuação de seus salários, para ir ao Teatro do Rei em Londres. Essa licença foi estendida por mais três anos posteriormente, mas finalmente Dragonetti nunca retornou a Veneza por mais do que um breve período durante a ocupação francesa da cidade, 1805-1814.

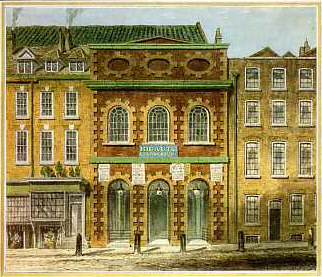
O Teatro do Rei na época de Dragonetti.

Dragonetti não tinha família próxima, mas tinha muitos amigos íntimos no mundo musical de Londres. A história de que ele mantinha e frequentemente viajava com uma coleção de manequins de pano em tamanho real, levando-os para seus concertos e os colocando em lugares da primeira fila dos teatros, e até mesmo apresentando um desses bonecos como sua esposa, é completamente infundada. Ele era um ávido colecionador e realmente colecionava bonecas, às vezes levando uma em viagens para divertir as crianças, de quem gostava muito. Nunca aprendeu a falar inglês, expressando-se em uma mistura de italiano, inglês, francês e dialeto veneziano, mas era um astuto homem de negócios e, de fato, ajudou financeiramente sua família sobrevivente em Veneza. A fonte autoritativa de informações sobre ele é o livro da Dra. Fiona Palmer, "Domenico Dragonetti in England (1794–1846)" publicado pela Oxford University Press.

### Londres 1794-1846
Ele deixou Veneza em 16 de setembro de 1794, parcialmente sob a influência de seu amigo, Giovanni Battista Cimador (que compôs um concerto para contrabaixo), e participou dos primeiros ensaios no Teatro do Rei, em 20 de outubro de 1794, e finalmente apareceu como membro da orquestra na ópera Zenobia in Palmira, de Giovanni Paisiello, em 20 de dezembro de 1794. Depois de apenas alguns meses, tornou-se muito famoso em Londres, e sua brilhante carreira duraria até o fim.
Mais tarde, tornou-se íntimo do Príncipe Consorte e do Duque de Leinster. Participou, entre 1816 e 1842, de quarenta e seis concertos realizados pela Sociedade Filarmônica de Londres. Na orquestra da Ópera Italiana, conheceu o violoncelista Robert Lindley, que se tornou seu amigo íntimo e com quem compartilhou o estande durante cinquenta e dois anos. Eles se especializaram em tocar sonatas de Arcangelo Corelli.
Aos 82 anos, Dragonetti visitou Bonn em agosto de 1845 para participar do festival de música de 3 dias realizado como parte da inauguração do Monumento a Beethoven lá. Várias obras importantes de Beethoven foram regidas por Louis Spohr e Franz Liszt.
Ele morreu em seus aposentos na Leicester Square com a idade de 83 anos e foi enterrado em 23 de abril de 1846 nas abóbadas da capela católica romana de Santa Maria, Moorfields. Em 1889, seus restos mortais foram transferidos para o cemitério católico romano de Wembley.
Vincent Novello e o Conde Carlo Pepoli (libretista de I puritani de Vincenzo Bellini) estavam entre seus amigos mais famosos em Londres.

### Viena
Em 1791-1792, Joseph Haydn aceitou uma lucrativa oferta do empresário alemão Johann Peter Salomon para visitar a Inglaterra e conduzir novas sinfonias com grandes orquestras. A visita foi um enorme sucesso e gerou algumas de suas obras mais conhecidas. Outra viagem foi, portanto, programada para 1794-1795. Nessa segunda ocasião, Haydn conheceu Dragonetti, que se tornou um grande amigo, e que o visitou em Viena em 1799. Nessa primeira viagem a Viena, Dragonetti também conheceu Beethoven em um famoso encontro.

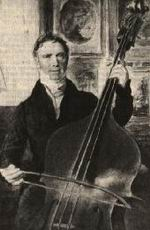
Domenico Dragonetti.

"Duas novas e valiosas, embora passageiras, amizades foram feitas por Beethoven este ano, no entanto - com Domenico Dragonetti, o maior contrabaixista conhecido pela história, e Johann Baptist Cramer, um dos maiores pianistas. Dragonetti não era mais notável por sua execução surpreendente do que pelo sentimento musical profundo e genuíno que a elevava e enobreceu. Ele estava agora - na primavera de 1799, até onde os meios estão disponíveis para determinar o tempo - retornando a Londres de uma visita à sua cidade natal, Veneza, e sua rota o levou a Viena, onde permaneceu várias semanas. Beethoven e ele logo se encontraram e ficaram mutuamente agradados um com o outro. Muitos anos depois, Dragonetti relatou a seguinte anedota a Samuel Appleby, Esq., de Brighton, Inglaterra: "Beethoven havia sido informado de que seu novo amigo poderia executar música de violoncelo em seu enorme instrumento e, uma manhã, quando Dragonetti chamou em seu quarto, ele expressou o desejo de ouvir uma sonata. O contrabaixo foi chamado, e a Sonata, nº 2, do Op.5, foi selecionada. Beethoven tocou sua parte, com os olhos imóveis fixos em seu companheiro e, no finale, onde os arpejos ocorrem, ficou tão encantado e animado que, no final, pulou e jogou os braços em torno do jogador e do instrumento". Os infelizes contrabaixistas de orquestras tiveram ocasiões frequentes durante os próximos anos para saber que esta nova revelação dos poderes e possibilidades de seu instrumento para Beethoven não foi esquecida." (Alexander Wheelock Thayer, 1867)
Até hoje, o domínio das partes sinfônicas de contrabaixo de Beethoven é considerado um padrão básico para todos os contrabaixistas de orquestra. Dragonetti voltou a Viena para uma estadia prolongada em 1808-1809. Nessa segunda viagem, tornou-se amigo do compositor Simon Sechter, que se tornaria organista da corte em 1824 e professor de composição no Conservatório de Viena em 1851. Ele escreveu acompanhamentos de piano para algumas de suas peças de concerto, e eles mantiveram uma correspondência por toda a vida. Dragonetti esteve novamente em Viena em 1813 e encontrou-se mais uma vez com Beethoven, que havia acabado de escrever A Vitória de Wellington, para celebrar a vitória de Wellington sobre os exércitos franceses do Rei José Bonaparte na Batalha de Vitória. A estreia desta obra, bem como da sétima sinfonia de Beethoven, foi realizada em 8 de dezembro de 1813 no Festsaal da universidade, com Dragonetti liderando os contrabaixos.

## Estilo
Dragonetti era conhecido por sua formidável força e resistência. Isso era particularmente importante em uma época em que o papel do contrabaixo na orquestra era auxiliar o concertino na manutenção da coesão e no estabelecimento do tempo. Ele tinha mãos grandes com dedos fortes e largos, o que lhe permitia tocar com uma ponte mais alta e cordas duas vezes mais distantes da escala que os outros contrabaixistas.
A qualidade física é sua mão enorme: dotada, antes de tudo, de força prodigiosa, de modo que seu aperto nas cordas do instrumento é equivalente ao aperto de um torno de ferreiro... Uma mão dotada de cinco dedos tão longos, grandes e ágeis, que todos os cinco, incluindo o polegar dobrado, sobem e descem pelo braço do instrumento, cada um tocando uma nota. (Caffi, 1855)
Isso não era padrão nessa época, já que a maioria dos músicos costumava tocar - em uma posição - uma nota com o dedo indicador e outra com os outros três dedos em combinação.

## Instrumentos
Dragonetti era um amante das belas artes e colecionador de instrumentos musicais, bem como de muitos artigos relacionados à arte, como partituras originais e pinturas. Quando morreu, os seguintes instrumentos foram catalogados: um contrabaixo gigante atribuído a Gasparo da Salò e declarado ter sido usado em apresentações contemporâneas da música de Handel, que agora está conservado no Museu Victoria e Albert em Londres; um refinado Domenico Montagnana Basso di Camera (de Veneza); um contrabaixo Gasparo da Salò datado de 1590; um contrabaixo Amati; um contrabaixo Maggini; um violino Stradivarius (uma vez tocado por Paganini), agora conhecido como o "Dragonetti"; um violino Guarnerius "del Gesù" datado de 1742, agora conhecido como o "Dragonetti-Walton"; um violino Gasparo da Salò; dois violinos Amati; um violino Lafont; uma cópia de violino Stradivarius; 26 violinos sem nome; uma viola Gasparo da Salò; uma viola Amati; uma viola Hill; 5 violas sem nome; 6 violoncelos; um violoncelo grande; 3 guitarras; 2 fagotes; 3 trompas.
Menção é feita a isso no site The Contrabass Shoppe que diz...
"Existem várias histórias de como Dragonetti entrou na posse do famoso contrabaixo Gasparo da Salo. A fascinante e altamente recomendável biografia Domenico Dragonetti In England de Fiona M. Palmer (Clarendon Press Oxford 1997) parece oferecer o relato mais plausível. Devido à virtuosidade sem precedentes de Dragonetti como solista, ofertas atraentes de trabalho foram feitas tanto de Londres quanto de Moscou. Como remuneração por renunciar às ofertas e permanecer como contrabaixista principal da orquestra da Capela Ducal de São Marcos em Veneza (uma orquestra de considerável importância), um decreto feito em 1791 deu a Dragonetti uma gratificação financeira.
Da mesma forma, é referido que Dragonetti recebeu um instrumento feito por Gasparo da Salo (1542-1609) pelas freiras beneditinas que ocupavam o mosteiro de São Pedro em Vicenza, onde Dragonetti viveu e tocou na Grande Ópera. Na biografia de Palmer, uma nota de rodapé refere-se a um relato de 1906 por C.P.A. Berenzi, que sugere que o instrumento pode ter sido feito para os monges de São Pedro, Vicenza, por Gasparo da Salo, e adquirido pelos procuradores de São Marcos para atrair Dragonetti a permanecer em seu emprego."

## Composições
Quando partiu para Londres em 1795, Dragonetti deixou muitos papéis e manuscritos, incluindo um Sistema completo do contrabaixo, ou livro de instrução para esse instrumento, contendo muitos exercícios e estudos elaborados, aos cuidados de um amigo. Infelizmente, eles foram vendidos e não puderam ser recuperados por seu autor quando ele retornou a Veneza após alguns anos. Hoje, muitas de suas cartas, papéis pessoais, composições, solos e manuscritos podem ser encontrados na Biblioteca Britânica. Alguns foram diretamente legados por Dragonetti, alguns foram oferecidos por Vincent Novello, e alguns foram comprados em leilões. Algumas das composições de Dragonetti incluem:
- Adagio e Rondo em Lá maior, para contrabaixo e orquestra;
- Andante e Rondo, para contrabaixo e cordas;
- Concerto nº 5 em Lá maior, para contrabaixo e orquestra;
- Grande Alegro para contrabaixo e cordas. Também existe um arranjo de Grande Allegro para contrabaixo e piano por Simon Sechter (1788-1867) no Museu Britânico, Londres (Add,17726)
- Menuet e Alegro para contrabaixo e piano;
- Ópera para contrabaixo e piano;
- Sonata para contrabaixo e piano;
- Allegretto para contrabaixo e piano;
- Famoso solo em Mi menor para contrabaixo e piano;
- Adagio e Rondo em Dó maior para contrabaixo e piano;
- Concerto em Sol maior (Andante, Alegretto) para contrabaixo e orquestra
- Serenata, para piano e contrabaixo
- Solo em Ré maior, para contrabaixo e piano
- Pezzo Di Concerto
- Doze Valsas para contrabaixo solo

Também
- Concerto em Lá maior para contrabaixo e orquestra. "Desde a publicação pela Leduc (1925) de [o concerto em Lá maior], houve uma questão sobre sua verdadeira autoria. Agora é geralmente aceito que é obra de Edouard Nanny, que o criou como uma homenagem a Dragonetti."[4]

### Citações
1. ↑  Palmer, Fiona M. (13 de novembro de 1997). Domenico Dragonetti in England (1794–1846). [S.l.]: Oxford University Press. ISBN 9780198165910. Consultado em 5 de dezembro de 2022 – via books.org
2. ↑  Comini, Alessandra (2008). The Changing Image of Beethoven: A Study in Mythmaking. [S.l.]: Sunstone Press. ISBN 9780865346611. Consultado em 5 de dezembro de 2022 – via books.google.com
3. ↑  Pio, Stefano (2002). Liuteri & Sonadori, Venice 1750 -1870. Venice, Italy: Venice research. pp. 27–38. ISBN 9788890725210. Consultado em 27 de julho de 2019. Cópia arquivada em 13 de março de 2018
4. ↑  Dragonetti, Domenico. Concerto for double bass and piano. David Walter, ed. USA: Liben Publishers, 2000, piano score p. [2].